# Consola de recuperación
La consola de la recuperación es una característica de Windows 2000 y Windows XP. Proporciona los medios para los administradores de realizar una gama limitada de tareas usando una interfaz de línea de comando. Su función primaria es buscar un problema o conflicto en caso de que el entorno gráfico de Windows no funcione.

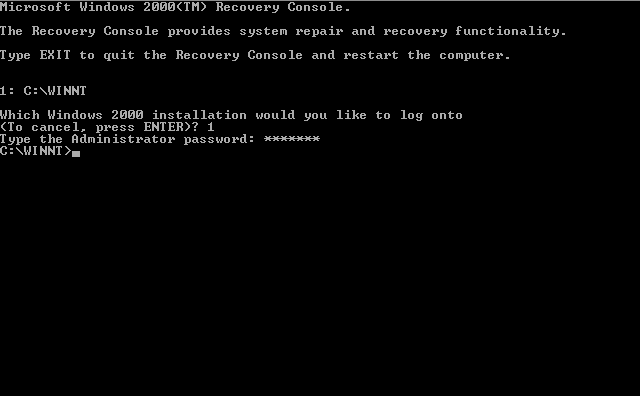

## Iniciar la consola
Mediante la Consola de recuperación puede habilitar y deshabilitar servicios, formatear unidades, leer y escribir datos en una unidad local (incluidas las unidades formateadas como NTFS) y realizar otras muchas tareas administrativas. Resulta especialmente útil cuando es necesario reparar el sistema copiando un archivo desde un disco o un CD-ROM al disco duro, o si necesita volver a configurar un servicio que está impidiendo que el equipo se inicie correctamente. 
Hay dos maneras de iniciar la Consola de recuperación:
- Si no puede iniciar el equipo, puede ejecutar la Consola de recuperación desde el CD de instalación.

- Como alternativa, puede instalar la Consola de recuperación en su equipo para que esté disponible en caso de que no pueda reiniciar Windows. Después, puede seleccionar la opción Consola de recuperación en la lista de sistemas operativos disponibles al iniciar.

## Comandos de la consola de recuperación
La lista siguiente describe los comandos disponibles para la consola de recuperación:
- Attrib: cambia los atributos en un archivo o subdirectorio.
- Batch: ejecuta los comandos especificados en el archivo de texto, ArchivoEntrada. ArchivoSal contiene la salida de los comandos. Si omite el parámetro ArchivoSal, el resultado se mostrará en la pantalla.
- Bootcfg: modifica el archivo Boot.ini file para la recuperación y configuración del inicio.
- CD (Chdir): sólo funciona en los directorios de sistema de la instalación actual de Windows, en los medios extraíbles, en el directorio raíz de cualquier partición del disco duro y en los orígenes de instalación locales.
- Chkdsk: el modificador /p ejecuta Chkdsk incluso aunque la unidad no se haya etiquetado como "incorrecta". El modificador /r busca posibles sectores defectuosos y recupera en ellos la información legible. Este modificado implica a /p. Chkdsk requiere Autochk. Chkdsk busca automáticamente Autochk.exe en la carpeta de inicio. Si Chkdsk no puede encontrar el archivo en la carpeta de inicio, lo busca en el CD-ROM de instalación de Windows 2000. Si Chkdsk no puede encontrar el CD-ROM de instalación, Chkdsk pregunta al usuario por la ubicación de Autochk.exe.
- Cls: borra la pantalla.
- Copy: copia un archivo en una ubicación de destino. De manera predeterminada, el destino no puede ser un soporte extraíble y, además, no puede usar caracteres de tipo comodín. Al copiar un archivo comprimido desde el CD-ROM de instalación, se descomprime el archivo automáticamente.
- Del (Delete): elimina un archivo. Sólo funciona en los directorios de sistema de la instalación actual de Windows, en los medios extraíbles, en el directorio raíz de cualquier partición del disco duro y en los orígenes de instalación locales. De manera predeterminada, no puede usar caracteres comodín.
- Dir: muestra todos los archivos, incluidos los ocultos y los de sistema.
- Disable: deshabilita un controlador o un servicio del sistema de Windows. La variable servicio_o_controlador es el nombre del servicio o del controlador que desea deshabilitar. Cuando utiliza este comando para deshabilitar un servicio, el comando muestra el tipo de inicio original del servicio antes de cambiar el tipo a SERVICE_DISABLED. Anote el tipo de inicio original para que pueda usar el comando enable para reiniciar el servicio.
- Diskpart: administra las particiones en los volúmenes del disco duro. La opción /add crea una partición nueva. La opción /delete elimina una partición existente. La variable de dispositivo es el nombre de dispositivo para la nueva partición (como \dispositivo\discoduro0). La variable de unidad es la letra de unidad que para una partición que está eliminado (por ejemplo, D). Partición es el nombre basado en la partición para una partición que está eliminando (por ejemplo: \dispositivo\discoduro0\partición1) y se puede usar en lugar de la variable de unidad. El tamaño de la variable es el tamaño, en magabytes, de una nueva partición.
- Enable: habilita un controlador o un servicio del sistema de Windows. La variable servicio_o_controlador es el nombre del servicio o del controlador que desea habilitar y tipo_inicio es el tipo de inicio para un servicio habilitado. El tipo de inicio usa uno de los siguientes formatos:

```
     SERVICE_BOOT_START
     SERVICE_SYSTEM_START
     SERVICE_AUTO_START
     SERVICE_DEMAND_START
```

- Exit: sale de la consola de recuperación y reinicia el equipo.
- Expand: expande un archivo comprimido. La variable de origen es el archivo que quiere expandir. De manera predeterminada, no puede usar caracteres comodín. La variable de destino es el directorio para el nuevo archivo. De manera predeterminada, el destino no puede ser un soporte extraíble y no puede ser de sólo lectura. Puede usar el comando attrib para quitar del directorio de destino el atributo de sólo lectura. Se requiere la opción /f:filespec si el origen contiene más de un archivo. Esta opción permite caracteres comodín. El modificador /y deshabilita el comando de confirmación de sobrescritura. El modificador /d especifica que los archivos no se expandirán y muestra un directorio de los archivos en el origen.
- Fixboot: fixboot escribe un nuevo sector de inicio en la partición del sistema.
- Fixmbr: fixmbr repara el código de inicio principal de la partición de inicio. La variable de dispositivo es un nombre opcional que especifica el dispositivo que requiere un registro de inicio maestro. Omita esta variable cuando el destino sea el dispositivo de inicio.
- Format: da formato a un disco. El modificador /q ejecuta un formato rápido. El modificador /fs especifica el sistema de archivos.
- Help: si no usa la variable de comandos para especificar un comando, help enumera todos los comandos que son compatibles con la consola de recuperación.
- Listsvc: muestra todos los controladores y servicios disponibles en el equipo.
- Logon: muestra las instalaciones de Windows detectadas y solicita la contraseña de administrador local para esas instalaciones. Use este comando para pasar a otra instalación o subdirectorio.
- Map: muestra las asignaciones de dispositivo activas actualmente. Incluya la opción arc para especificar el uso de rutas de Computación avanzada de RISC (ARC) (el formato para Boot.ini), en lugar de las rutas de dispositivo de Windows.
- MD (Mkdir): sólo funciona en los directorios de sistema de la instalación actual de Windows, en los medios extraíbles, en el directorio raíz de cualquier partición del disco duro y en los orígenes de instalación locales.
- More/Type: muestra en pantalla el archivo de texto especificado.
- Rd (Rmdir): sólo funciona en los directorios de sistema de la instalación actual de Windows, en los medios extraíbles, en el directorio raíz de cualquier partición del disco duro y en los orígenes de instalación locales.
- Ren (Rename): sólo funciona en los directorios de sistema de la instalación actual de Windows, en los medios extraíbles, en el directorio raíz de cualquier partición del disco duro y en los orígenes de instalación locales. No puede especificar una nueva unidad o ruta como destino.
- Set: muestra y configura las variables de entorno de la consola de recuperación.
- Systemroot: configura el directorio actual en q%raízSistema%.